# People's Choice Awards
People's Choice Awards är ett pris som började delas ut första gången i mars 1975. Det är TV-bolaget CBS som sänder galan. Priset delas ut inom kategorierna film, TV och musik. Det amerikanska folket får rösta fram sina favoriter inom olika kategorier. Det är ett mycket stort pris i USA. Priset som delas ut är skapat av "Orrefors" glasbruk"